# عزیزه جلیس
عزیزه جلیس (زاده ۱۳۴۳ مرکز ولایت سرپل) سیاستمدار افغانستان و نماینده مردم ولایت سرپل در دوره شانزدهم مجلس نمایندگان است. وی در مجلس شانزدهم نمایندگان افغانستان عضو کمیسیون امور زنان، جامعه مدنی و حقوق بشر می‌باشد.

## زندگی‌نامه
عزیزه جلیس زاده ۱۳۴۳ از مرکز ولایت سرپل می‌باشد. ایشان تحصیلات مدرسه ای خود را در سال ۱۳۶۲ در لیسه خدیجه جوزجان به اتمام رسانید و توانست مدرک لیسانس در رشته ادبیات ازبکی را از دانشگاه کابل کسب کند.

## دیگر فعالیت‌ها
دیگر فعالیت‌های ایشان:
- رئیس لیسه/دبیرستان امام زاده یحیی بن زید.
- مدیر عمومی کودکستان‌ها.
- رئیس امور زنان ولایت سرپل.